# بیا باز هم توییست برقصیم
«بیا باز هم توییست برقصیم» (به انگلیسی: Let's Twist Again) ترانه‌ای از چابی چِکِر خوانندهٔ راک اند رول اهل آمریکا است. این قطعه که کال مان و دیو اپل آن را نوشته‌اند در چهارمین دورهٔ جوایز گرمی (۱۹۶۲) جایزهٔ گرَمی «بهترین ترانهٔ راک اند رول» را دریافت کرده‌است.
«بیا باز هم توییست برقصیم» در زمان انتشارش در ایالات متحده، ۲۳ هفته جزو پرفروش‌ترین ترانه‌های آن کشور بود و بالاترین جایگاهش در جدول ۱۰۰ آهنگ داغ بیلبورد رتبهٔ هشتم بود که در ۷ اوت ۱۹۶۱ ثبت شد. این قطعه در بریتانیا هم دومین ترانهٔ پرفروش روز بود و ۳۴ هفته در جدول تک‌آهنگ‌های بریتانیا حضور داشت.
در ۳۱ مارس ۱۹۸۹ چابی چکر برای ثبت رکورد «بزرگ‌ترین پارتی توییست»، «بیا باز هم توییست برقصیم» را با حضور ۲٬۲۴۸ رقصنده در دیزنی‌لند اجرا کرد.

## موقعیت در چارت‌های موسیقی
| چارت (۱۹۶۱–۱۹۶۲)             | بالاترین جایگاه |
| ---------------------------- | --------------- |
| جدول تک‌آهنگ‌های بلژیک         | ۱               |
| جدول تک‌آهنگ‌های هلند          | ۱               |
| جدول تک‌آهنگ‌های فرانسه        | ۱۸              |
| جدول تک‌آهنگ‌های آلمان         | ۱۲              |
| جدول تک‌آهنگ‌های نروژ          | ۲               |
| سوئد (تیو آی تاپ)            | ۱               |
| بریتانیا (رکورد ریتیلر)      | ۲               |
| بریتانیا (اِن‌اِم‌ئی)            | ۱               |
| بیلبورد هات ۱۰۰ ایالات متحده | ۸               |
| تاپ ۱۰۰ کَش‌باکس ایالات متحده  | ۳               |
| ایالات متحده Hot R&B Singles | ۲۶              |

| چارت (۱۹۷۶)           | بالاترین جایگاه |
| --------------------- | --------------- |
| جدول تک‌آهنگ‌های اتریش  | ۱۱              |
| جدول تک‌آهنگ‌های بلژیک  | ۱               |
| چارت تک‌آهنگ‌های هلند   | ۳               |
| جدول تک‌آهنگ‌های ایرلند | ۱۱              |
| چارت تک‌آهنگ‌های نروژ   | ۵               |
| چارت تک‌آهنگ‌های سوئد   | ۱۰              |

| چارت (۲۰۱۲)           | بالاترین جایگاه |
| --------------------- | --------------- |
| چارت تک‌آهنگ‌های فرانسه | ۱۵۵             |